# Fusako Yusaki
Fusako Yusaki (湯崎夫沙子?; Moji, 5 settembre 1937) è una designer, artista e scultrice giapponese naturalizzata italiana nota per i suoi lavori di animazione con la plastilina (claymation) che ha eseguito in Italia, dove vive dal 1964. Si è in seguito affermata in questo campo anche in Svizzera e in Giappone.

## Biografia

### Studi
Nata nella città di Moji, una delle cinque municipalità unite negli anni sessanta per formare l'odierna Kitakyūshū, si laurea nel 1960 in disegno creativo alla Facoltà di architettura d'interni dell'Università Joshibi di Arte e Disegno di Tokyo, realizzando per la tesi una play sculpture per il giardino comunale di Setagaya. Le sue passioni sono però la scultura, per la quale si impegna negli anni successivi con sculture tridimensionali per i parchi-giochi per l'infanzia, e l'Italia, affascinata dalla bellezza di Siena e dai capolavori rinascimentali. Nel 1964 vince una borsa di studio per studiare scultura all'Accademia di belle arti di Brera a Milano, dove si trasferisce quello stesso anno e dove vivrà per tutti gli anni della carriera. Specializzata in grandi sculture in cemento per esterni tendenti all'astrattismo, a Milano sceglie come relatore universitario Luciano Minguzzi, uno dei pochi scultori a quel tempo in città di quel movimento. Subito si rende conto che questo tipo di arte in Italia non è possibile e abbandona quasi del tutto la scultura.

### Carriera artistica
La svolta professionale avviene con la conoscenza del coetaneo Ro Marcenaro, pioniere dell'animazione televisiva italiana, che la spinge a cimentarsi con l'animazione. Si propone quindi per la creazione degli spot pubblicitari del liquore Fernet Branca con l'utilizzo della claymation, tecnica cinematografica con cui plastilina modellata in varie forme viene riprodotta in animazione a passo uno dando l'impressione di essere in metamorfosi e in movimento. La tecnica a quel tempo non era utilizzata in Italia e la creatività di Yusaki convince l'agenzia incaricata, che le affida il progetto lasciandole totale autonomia per quanto riguarda l'animazione. Gli spot vengono trasmessi a partire dal 1968 all'interno di Carosello e ne verranno trasmessi 56 episodi diversi fino al 1978, inizialmente in bianco e nero e poi a colori. Il grande successo che ottiene il suo lavoro per questo spot le valgono nel 1971 il Bagatto d'Oro, premio per i migliori filmati pubblicitari televisivi italiani, e il Leone di Bronzo al Festival internazionale della pubblicità di Cannes nel 1972.
Alla fine della campagna pubblicitaria del Fernet Branca, Yusaki attraversa un periodo difficile, la claymation in Italia è ormai associata al liquore e nessuno vuole confrontarsi con la popolarità che ha raggiunto. Per un periodo fa illustrazioni, ceramiche, disegni per piastrelle ecc. ed alcuni film didattici per il Consiglio Nazionale delle Ricerche sull'origine dei terremoti, realizzando nel frattempo a titolo personale animazioni che presenta in alcuni festival. Nel 1985 per la prima e unica volta realizza un cartone animato tradizionale con il cortometraggio L'incredibile Usil. Ritorna in TV all'animazione per bambini con la plastilina negli anni a cavallo del 1990 con delle serie per la RSI e l'NHK giapponese, per le quali per la prima volta propone dei personaggi fissi, mentre nelle pubblicità per la Branca dava sfogo alla sua creatività senza limitazioni. Da una coproduzione fra i due enti nasce il suo personaggio Toki Doki, ma il nuovo successo arriva con Talpy per la TV giapponese, un personaggio che si trasforma in ogni cosa e che verrà riproposto in 60 episodi.
Anche negli anni successivi è impegnata soprattutto con la TV svizzera e giapponesi, per le quali crea rispettivamente Peo, un piccolo cane blu per il quale realizza diverse serie in onda nel programma Colazione con Peo, e Nacho & Tom, personaggi rosso e blu inseriti in svariate serie nella trasmissione per bambini Petit Petit Anime (プチプチ・アニメ?, Pechi Pechi Anime). I lavori di animazione per la Rai si limitano alle sigle dei programmi Glu Glu, in onda dal 1999, L'albero azzurro, dal 2001, nel quale compare di persona in alcune puntate nel personaggio della zia Fusako, e una serie di bumper con i effetti sonori decisamente diversi, trasmessi su Rai Yoyo dal 14 aprile 2009 al 8 settembre 2013. Lavora nel proprio studio di Corsico, lo Studio Yusaki (スタジオ・ユサキ?), dove personalmente riesce a produrre quattro secondi al giorno di animazione con la plastilina. Viene occasionalmente affiancata da un numero variabile di artisti del settore a seconda del carico lavorativo.
È stata membro di giuria dei più prestigiosi festival di cinema d'animazione: nel 1989 ad Annecy in Francia, nel 1990 ad Hiroshima in Giappone, nel 2000 a Zagabria in Croazia, nel 2002 ad Espinho in Portogallo e nel 2003 a Wissembourg in Francia. Nel 2004 vince il premio alla carriera al Festival Internazionale Del Cinema D'Arte di Bergamo. Nel 1989 le viene assegnato il riconoscimento come Donna artista dell'anno dalla Fondazione culturale Avon. Tra le varie attività, tiene lezioni su illustrazioni tridimensionali e sul passo uno all'Istituto Europeo di Design di Milano, con il quale collabora per molti anni anche nella realizzazione dei propri film. Il Museo Hara di arte contemporanea di Tokyo ospita la serie completa dei suoi filmati.

## Filmografia
La filmografia che segue comprende tutti i lavori realizzati da Yusaki fino al 2005 e alcuni di quelli realizzati negli anni successivi.

### Cortometraggi
- Pentalogia del mondo perduto (1972)
- Ballata dell’omino stanco (1973)
- Ominide (1974)
- Termituomo (1975)
- Ama gli animali (1983)
- Convergenza (1984)
- L'incredibile Usil (1985, disegni animati su rodovetro)
- Rotondo quadrato triangolo (1986)
- Buongiorno (1988)
- Stagioni senza parola (1991)
- T.V.U.O.G. (1992)
- Un giorno sì, un giorno no (1998)
- Gioco di forme (1998)
- Gioco di numeri (2000)
- Gioco di colori (2001)

### Mediometraggi
- Fuyu no hi (?, Giorni d'inverno) - film collettivo d'animazione giapponese del 2003 in cui Yusaki realizza 1 delle 40 clip da 1'

### Serie TV
- Toki Doki (1989-1990, 13 episodi di 2')
- Talpy (1992-1994, 60 ep. di 1')
- Peo (1997, 13 ep. di 30")
- Peo in Svizzera I (1997-1999, 13 ep. di 2')
- Peo in Svizzera II (2000-2002 13 ep. di 2')
- Naccio e Pomm (ナッチョとポム?, Nacho To Pom) (2001-2016, 41 ep. di 5')
- Peo gioca con i grandi pittori (2011, 13 ep. disponibili anche in DVD con libro dell'autrice)[7]
- Peo si tuffa nell'arte (2012, 13 ep. disponibili anche in DVD con libro dell'autrice)
- Peo e i maestri della pittura (2012, 13 ep. disponibili anche in DVD con libro dell'autrice)

### Film didattici
- Dipartimento Litosfera (1984, 10 film)
- Unità 2 (1986)
- La struttura interna del computer (1987)
- Ippocrate (1998)
- Ecolabel, emas, rifiuti (2000, 3 di 30")

### Pubblicità
- Fernet Branca (1968-1978, 56 spot)
- Marcolin (1976)
- Zurigo Assicurazioni (1977)
- Ariston (1978)
- AIED (1981, 6 spot)
- Saiwa (1982)
- AIED (1982)
- Ferrero Rocher (1984)
- Bi-Bici (1984)
- Mobilsol (1985)
- Denise (1985)
- Ars Nova (1986)
- Asgow (1987)
- Regione Valle d’Aosta (1991)
- 3 x 2 (1991)
- Pubblicità Progresso (1992, 5 spot)
- Volta pagina (1994)

### Sigle
- TSI (1978)
- Telenova (1980)
- Rete A (1983)
- Glu Glu (1999) - trasmissione televisiva di RaiSat Ragazzi
- L'albero azzurro (2001) - trasmissione televisiva di Rai 2
- Colazione con Peo (2001) - trasmissione di RSI LA1

## Riconoscimenti
- Gran Premio "Lucca 16" e Premio Fantoche al Salone Internazionale dei Comics del 1984 per Ama gli animali.
- Premio Fantoche al Salone Internazionale dei Comics del 1986 per il miglior film a soggetto (Rotondo, quadrato, triangolo).